# Seat Toledo III
Pour l’article homonyme, voir Seat Toledo.

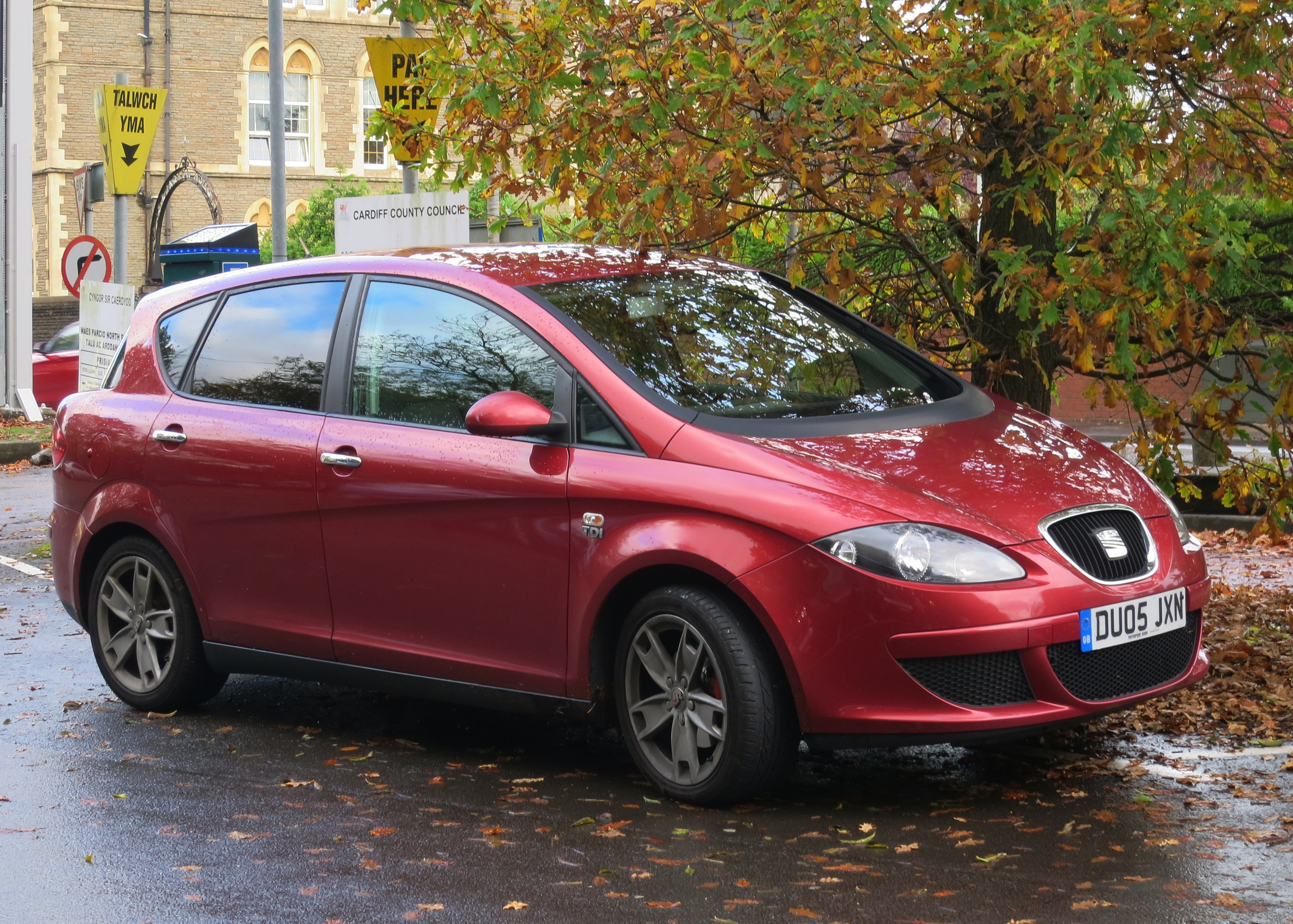

La Seat Toledo III est une automobile du segment des familiales produite entre 2004 et 2009.

## Caractéristiques techniques

### Essence
- 1.6 75 kW/102 ch
- 1.8 TSI 118 kW/160 ch
- 2.0 FSI 110 kW/150 ch
- 2.0 FSI 110 kW/150 ch Tiptronic

### Diesel
- 1.9 TDI 77 kW/105 ch
- 2.0 TDI 103 kW/140 ch
- 2.0 TDI 103 kW/140 ch DSG
- 2.0 TDI 125 kW/170 ch

### Versions
- Reference
- Stylance
- Sport up

## Équipements de séries et options

### Design
La Toledo a été dessinée par Walter de Silva. Elle dispose d'une silhouette inhabituelle : il s'agit en fait d'une déclinaison du monospace Seat Altea, avec l'ajout d'une malle lui donnant un aspect tricorps pouvant évoquer la Renault Vel Satis.
Elle peut être équipé de phares bi-xénon directionnels auto adaptatifs, de pare-chocs couleur carrosserie, d'essuie-glaces dans les montants de pare-brise et d'une calandre nid d’abeille.

### Intérieur
Le coffre la Toledo a une capacité de 500 litres. 101 litres de plus s’ajoutent en avançant les sièges arrière. Une fois rabattus, la capacité de chargement passe à 1 440 litres, ce qui est une valeur bien au-delà de celles proposées par les familiales traditionnelles. 
30 modules de rangement sont présents dans l'habitacle : porte-lunettes, porte-gobelets, porte-bouteille, range-parapluie, sangle de maintien…

## Sécurité
L’équipement de série comprend six coussins gonflables de sécurité (« airbags »), avec un système de désactivation passager dans la boîte à gants. Conducteur et passager avant bénéficient d’une ceinture de sécurité électronique, et les sièges enfant se fixent directement sur le châssis à l’aide du système ISOFIX, monté également de série.
Le TCS (système de contrôle de la traction) évite le dérapage des roues motrices, tandis que l’ESP (programme électronique de stabilité) stabilise la voiture en virage. L’EBA (aide au freinage d’urgence) et l’essieu multibras renforcent sécurité et stabilité. Le DSR (Dynamic Steering Response) adapte la sensibilité de la direction en cas de conditions externes. 
La Toledo a reçu à l’EuroNCAP la note de 5 étoiles.

## Liens officiels
- Site officiel Seat France
  - Page officielle de la Seat Toledo
  - Documentation de la Seat Toledo III